# Papiermaulbeerbaum

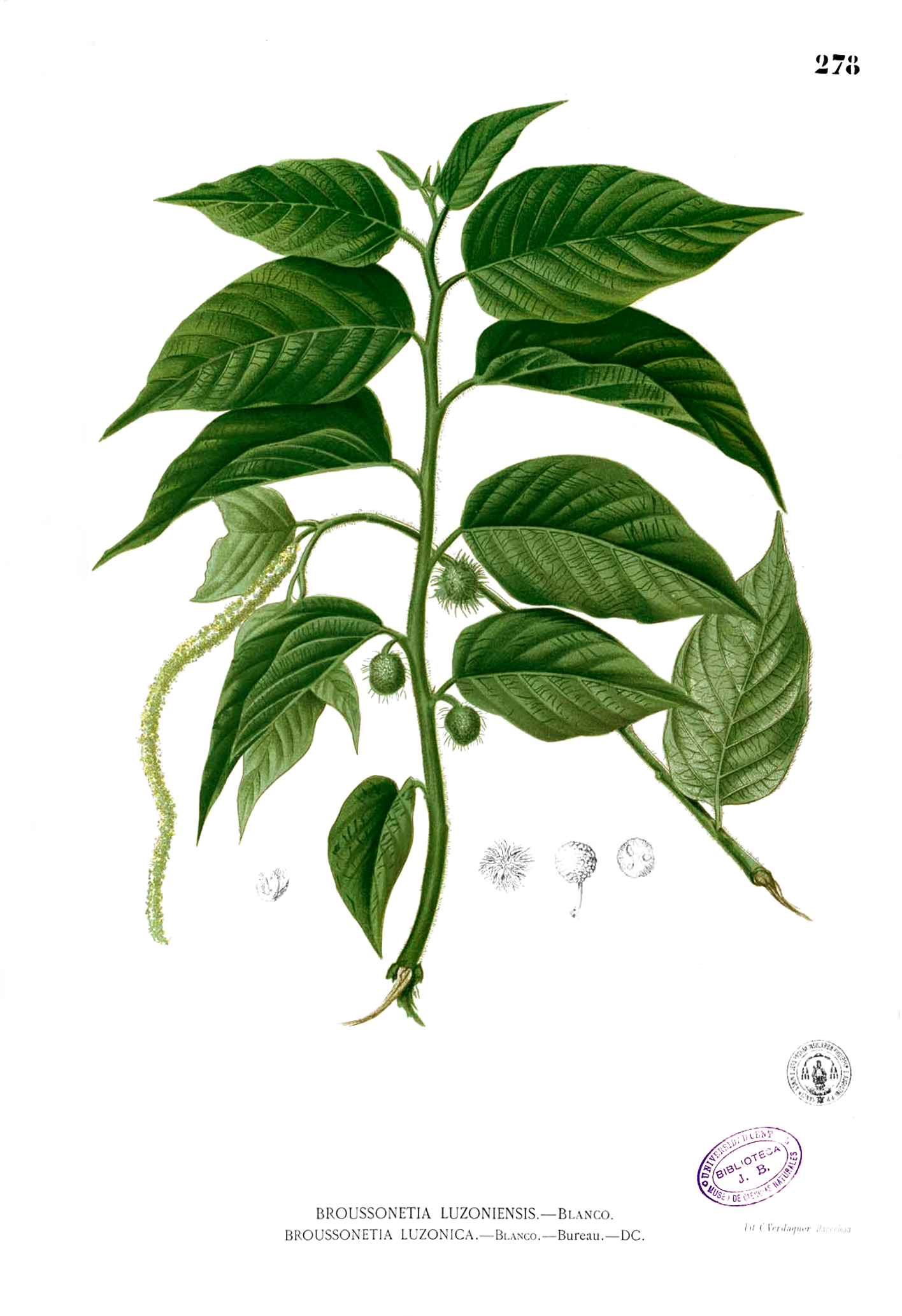
Illustration

Der Papiermaulbeerbaum (Broussonetia papyrifera), auch Papiermaulbeere oder Japanischer Papierbaum genannt, ist eine Pflanzenart aus der Familie der Maulbeergewächse (Moraceae), zu der auch die Gattungen Feigen und Maulbeeren gehören. Der Gattungsname Broussonetia geht auf den französischen Arzt, Botaniker und Zoologen Pierre Marie Auguste Broussonet (1761–1807) zurück, der das Linnésche System in Frankreich einführte.
Ähnlich ist die Hybride Broussonetia ×kazinoki, die aus Broussonetia papyrifera und Broussonetia monoica entstanden ist.

## Verbreitung
Das natürliche Verbreitungsgebiet liegt in China, Myanmar, Thailand, Kambodscha, Korea, Laos, Sikkim, Vietnam und Malaysia. Auf vielen Pazifischen Inseln, in Japan und Taiwan ist er schon sehr lange eingebürgert. Mittlerweile ist der Papiermaulbeerbaum auch in Südeuropa sowie im Südwesten und im Südosten der USA (dort als Schattenbaum gepflanzt) eingebürgert. In Ghana und Uganda gilt die Pflanze als invasive Art. In Mitteleuropa wird der Papiermaulbeerbaum als Ziergehölz angepflanzt.

## Beschreibung

### Vegetative Merkmale
Der Papiermaulbeerbaum wächst als laubabwerfender Baum und erreicht Wuchshöhen von 10 bis 20 m, mit einer ausladenden Krone. Der Stammdurchmesser kann bis über 75 cm betragen; er enthält Milchsaft. Der Baum ist sehr schnellwüchsig, mit einem Zuwachs von über 2 m in der Länge und mehr als 2 cm im Durchmesser pro Jahr. Die im Alter flach längsgeriefte, gefurchte Borke ist blassgrau bis hellbraun und gelblich an der Basis, aber manchmal auch quergestreift oder noppig. Die Rinde der Zweige ist anfänglich grün dann rötlich-braun, später grau-braun und flaumig behaart.
Die wechselständig und spiralig angeordneten, dunkelgrünen, unterseits helleren Laubblätter sind gestielt. Der flaumig behaarte Blattstiel weist eine Länge von 2 bis 8 cm auf. Die einfache, breit- bis schmaleiförmige Blattspreite ist bei jungen Pflanzen teils ungleich, zwei- bis fünflappig, mit oft tieferen Einbuchtungen (Sinus) und sie weist eine Länge von 6 bis 20 cm sowie eine Breite von 5 bis 12 cm auf, sie endet meistens zugespitzt, aber auch spitz oder abgerundet. Die Blattunterseite ist filzig behaart, die Blattoberseite spärlich, aber mit einer rauen Textur. Die dreizählige Netznervatur ist oberseits mehr oder weniger eingeprägt und unterseits erhaben. Die Blätter sind teilweise muschel- oder bootförmig geformt. Die Spreite ist teils ungleich, die Basis ist stumpf bis gerundet oder teils herzförmig. Der Blattrand ist vorwärts feingesägt oder gezähnt. Die zwei nicht miteinander verwachsenen, eiförmigen, haarigen, zugespitzten und abfallenden Nebenblätter haben eine Länge von 1,5 bis 2 cm und eine Breite von 0,8 bis 1 cm.

### Generative Merkmale
Die Blütezeit reicht von April bis Mai. Der Papiermaulbeerbaum ist zweihäusig getrenntgeschlechtig (diözisch), es gibt also rein männliche und rein weibliche Bäume.
Die auf einem 2 bis 4 cm langen, haarigen, grünen Stiel sitzenden, violett- bis grün-bräunlichen, vielblütigen, meistens herabhängenden, männlichen Blütenstände sind Kätzchen und 3 bis 10 cm lang und etwa 1 cm dick, mit lanzettlichen, behaarten, abfallenden Tragblättern. Die sitzenden männlichen Blüten sind etwa 2 mm groß, sie besitzen vier spitzige, behaarte Tepale, welche ein verwachsenes Perigon formen und vier, etwa 3,5 mm lange, Staubblätter mit basifixen, weißlichen Staubbeuteln.
Die vielblütigen, kompakten und kugeligen weiblichen Blütenstände (Scheinblüten) sitzen auf bis 1,5 cm langen, grünen Stielen und besitzen einen Durchmesser von etwa 1,5 bis 2 cm. Es sind bei den Blüten jeweils keulenförmige, abfallende Tragblätter vorhanden. Die weiblichen Blüten besitzen eine röhrenförmigen, praktisch geschlossene, behaarte, minimal vierzähnige und grüne, etwa 1,5 mm große Blütenhülle, die mit dem Griffel verwachsen ist. Der oberständige, gestielte, eiförmige und einkammerige Fruchtknoten ist etwa 0,7 mm groß. Die langen, fädlichen und vorstehenden Griffel sind bis 2 cm lang, hellgrün oder rötlich bis violett mit einer fädigen Narbe. Die langen Griffel welken und fallen dann teilweise ab und es bleiben die kugeligen, grünen und haarigen Fruchtstände zurück.
Zwischen Juni und Juli reifen die in einem Fruchtverband (Achänenfruchtverband, Achenosum) stehenden, hellorangen bis -braunen, leicht runzeligen, eiförmigen bis kugeligen, bis etwa 4 mm großen Achänen, welchen teilweise noch der Griffel anhaftet. Die Tausendkornmasse beträgt ca. 2 g. Die Achänen sind eingewachsen in die Spitze der, bis etwa 8 mm vorstehenden, orangen bis roten, zur Basis helleren, keulenförmigen und fleischigen, mit einem essbaren, süßen aber geschmacklosen Fruchtfleisch, ausgewachsenen Blütenhülle, von der unten nur eine häutige Hülle als Rest bleibt (Scheinfrüchte). Der ganze kugelige Fruchtverband hat etwa einen Durchmesser von 3 bis 3,5 cm.
Die Chromosomenzahl beträgt 2n = 26.
Er bevorzugt gut durchlässige, sandige Böden und einen sonnigen Standort. Der bevorzugte Witterungsbereich liegt bei 12–30 °C mit einer Niederschlagsmenge bis 2500 mm/a. Der Baum übersteht auch etwas längere Trockenzeiten, sowie kurzen Frost und ist sehr anpassungsfähig bezüglich des Klimas, wächst aber am besten in humiden Gebieten bis in eine Höhe von 2000 m.

## Bilder

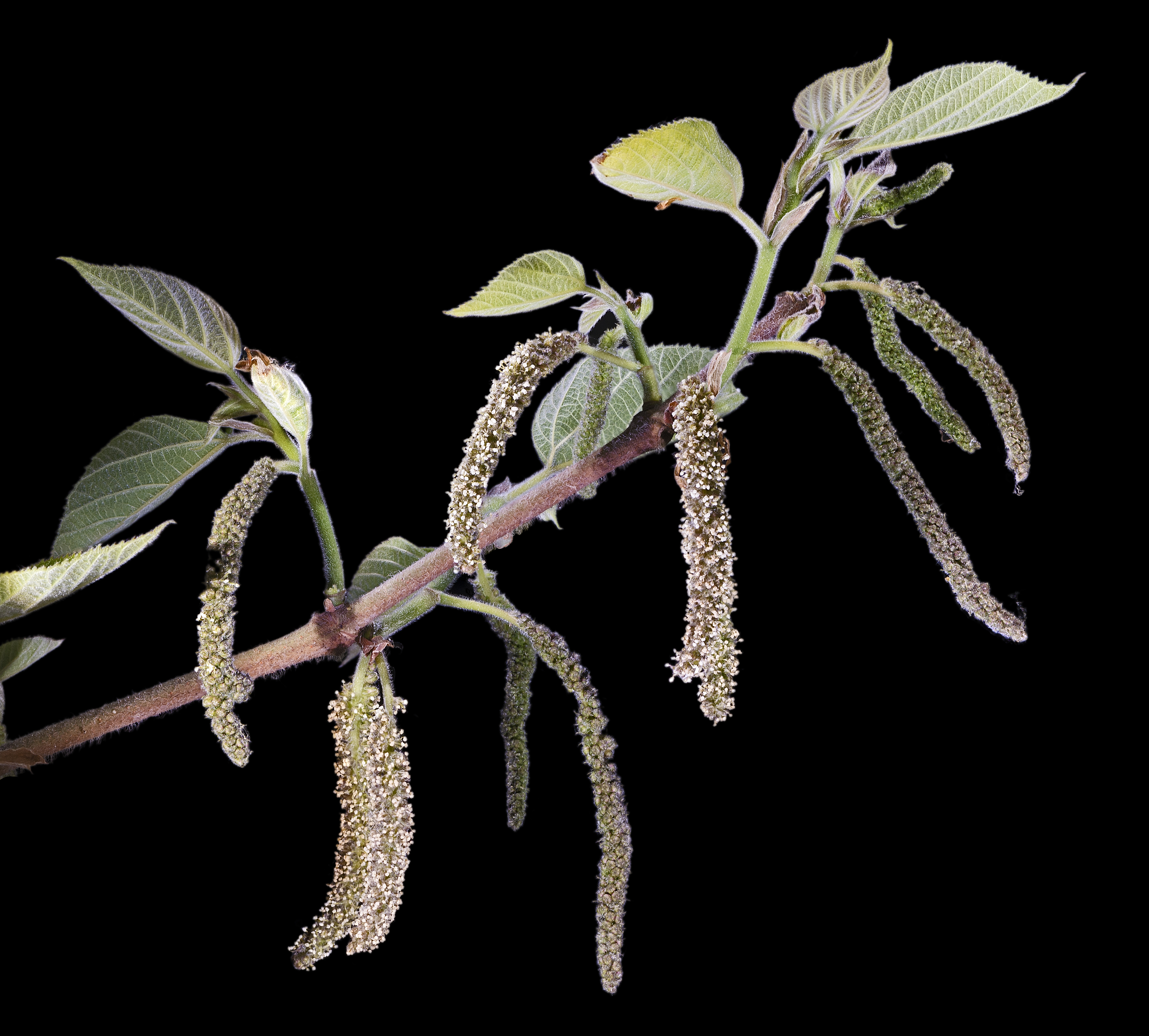
Männliche Blütenstände
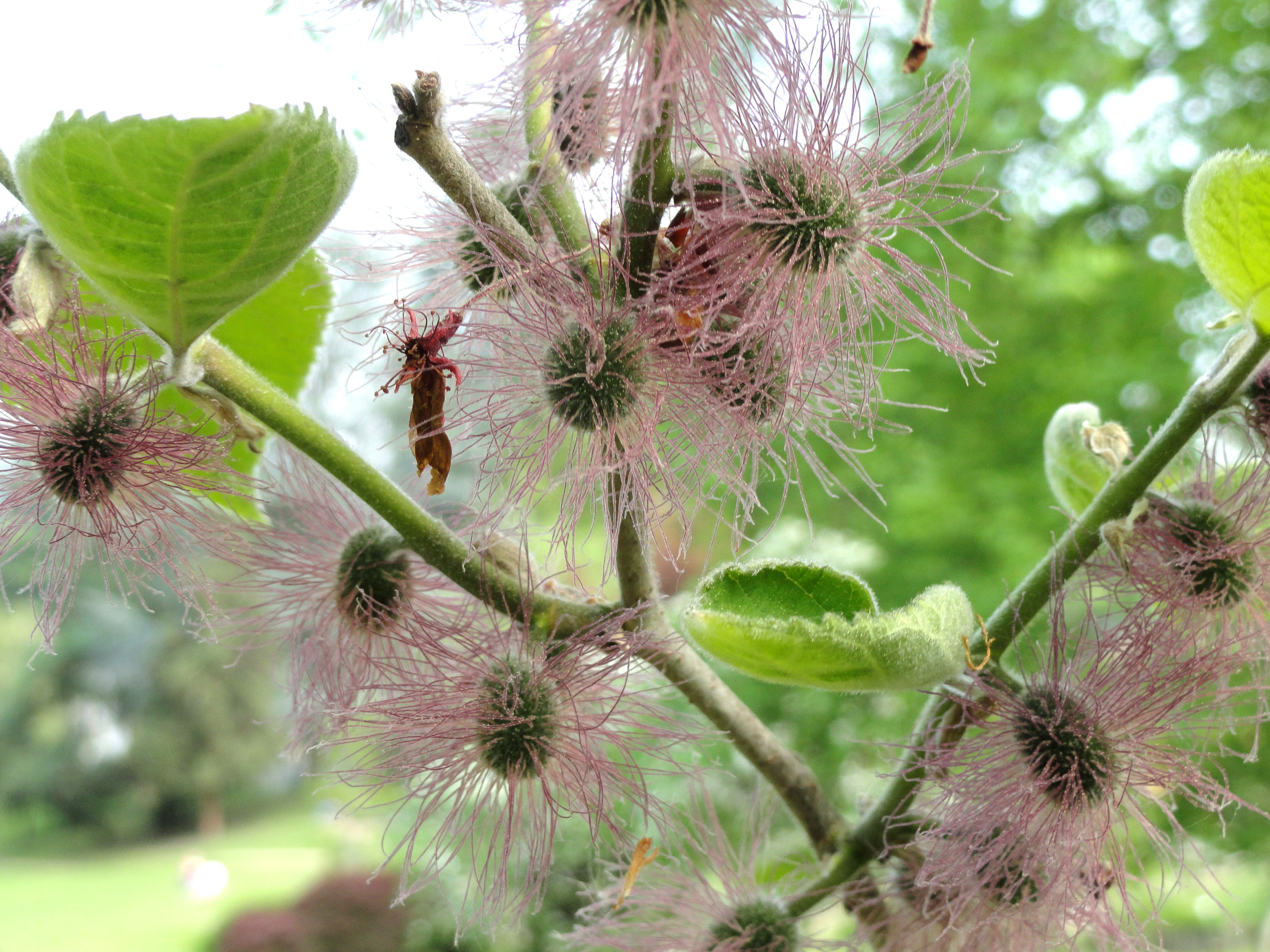
Weibliche Blüten von Broussonetia papyrifera mit langen, vorstehenden Griffeln – Botanischer Garten Freiburg
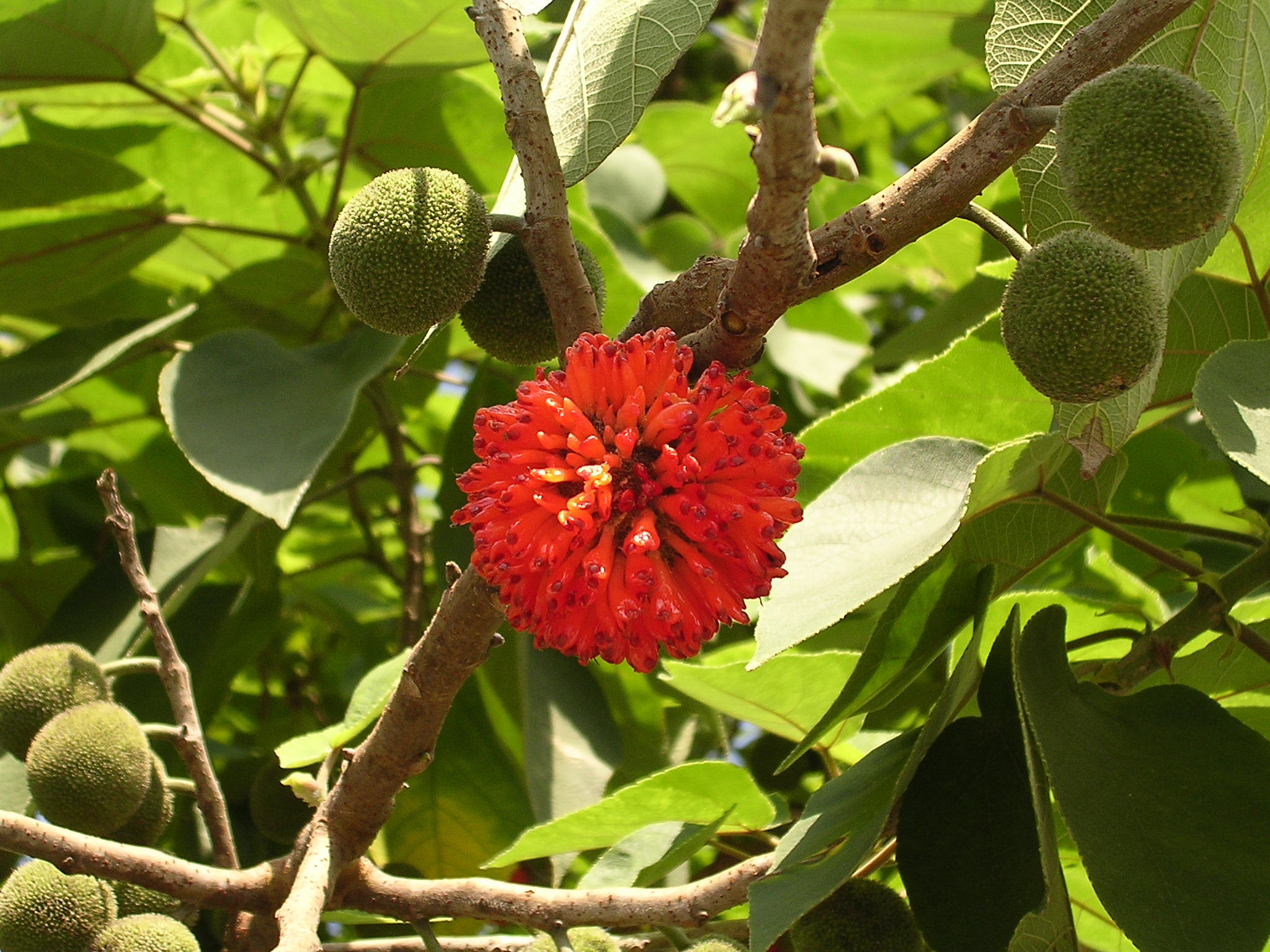
Reife orange-rote Früchte
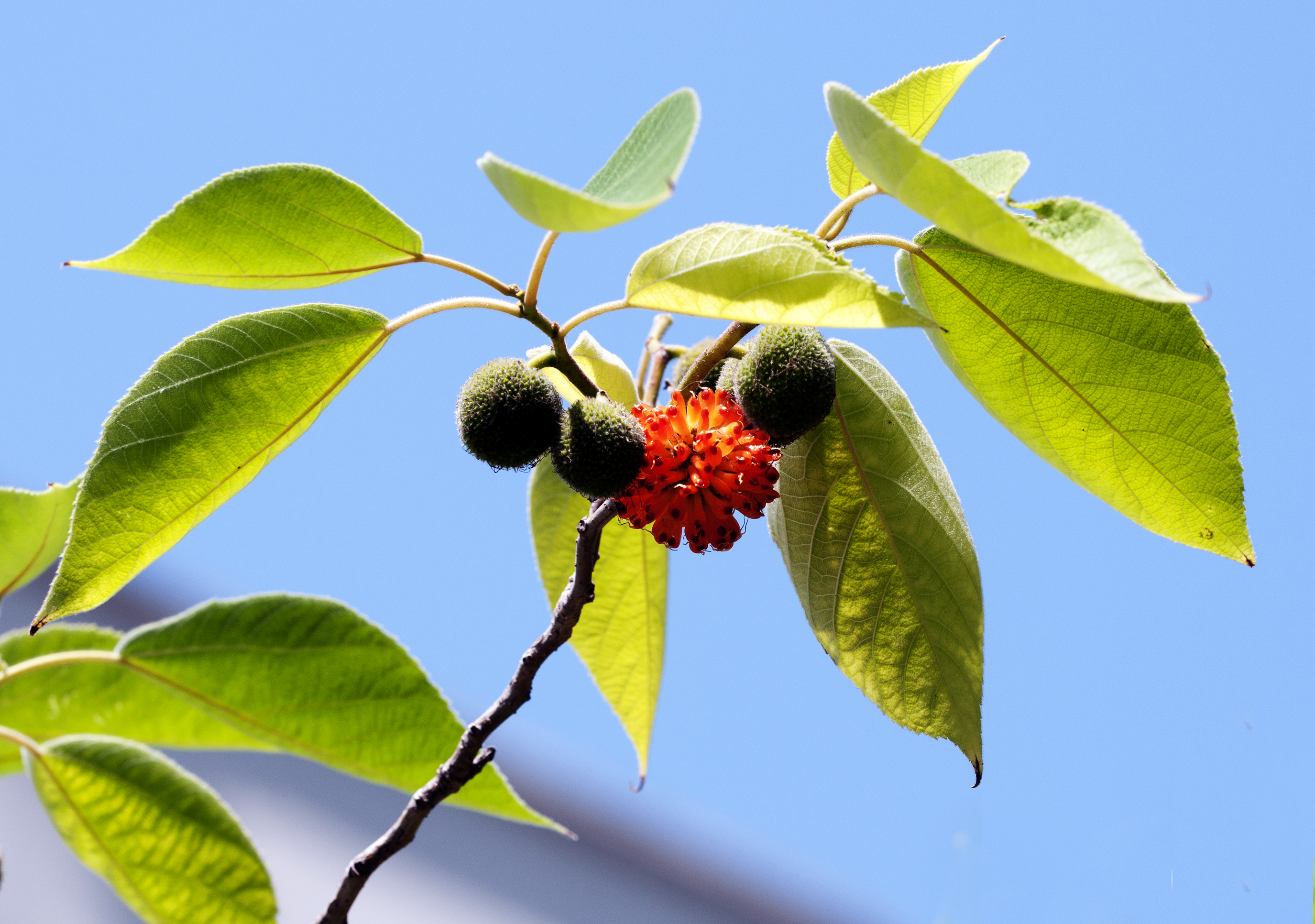
Reife und unreife Früchte
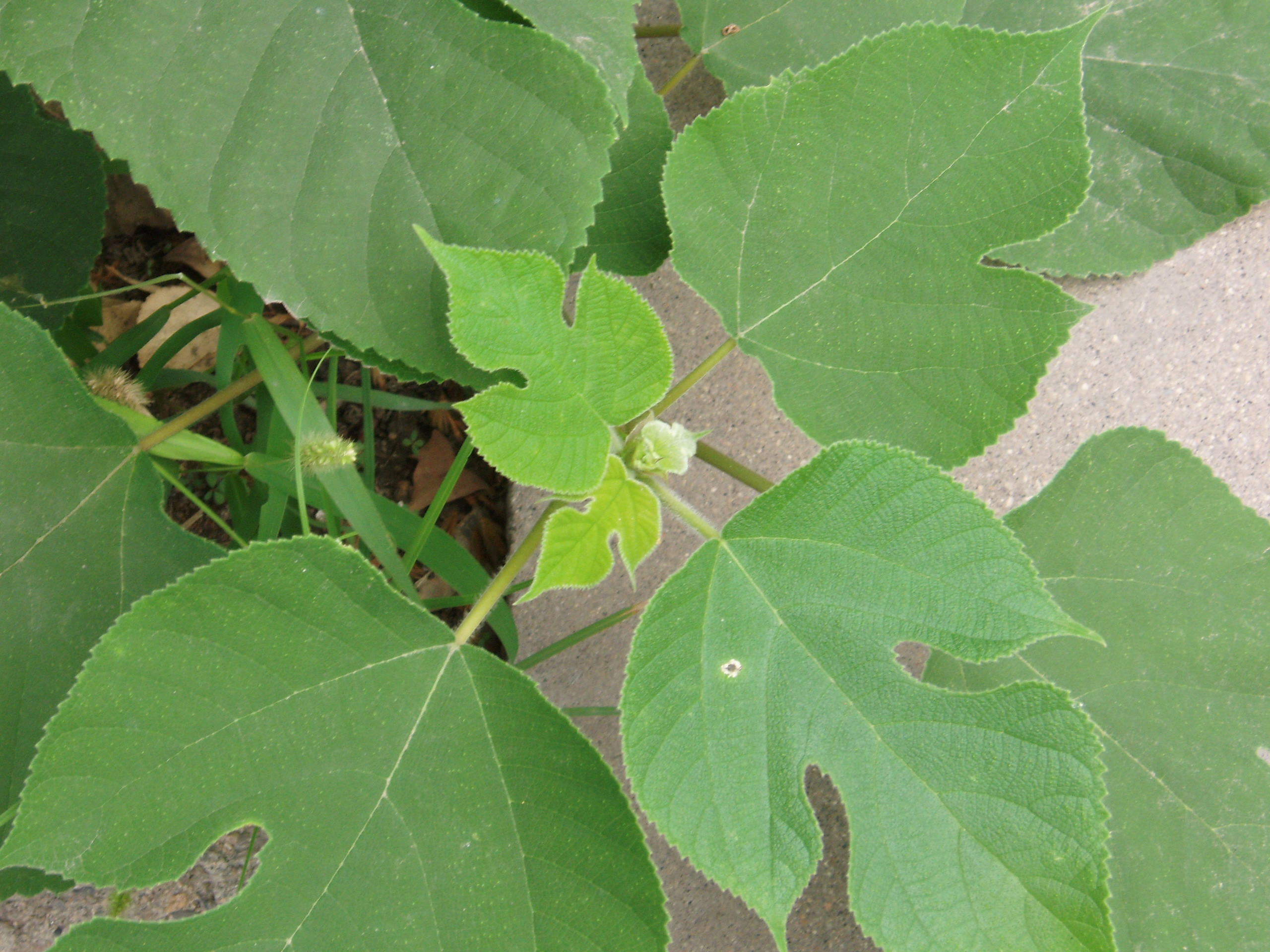
Junger Baum mit gelappten Laubblättern
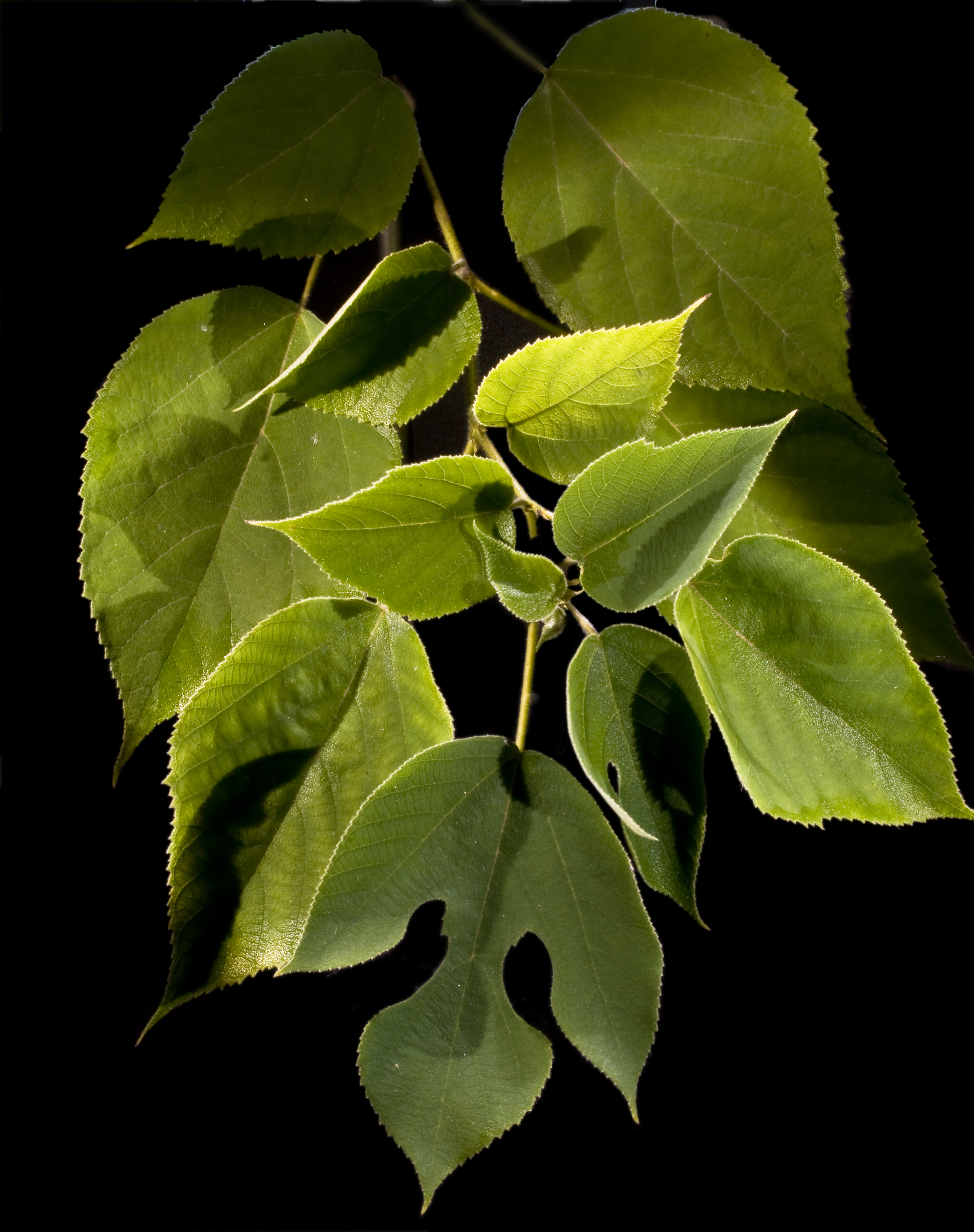
Einfache Blätter
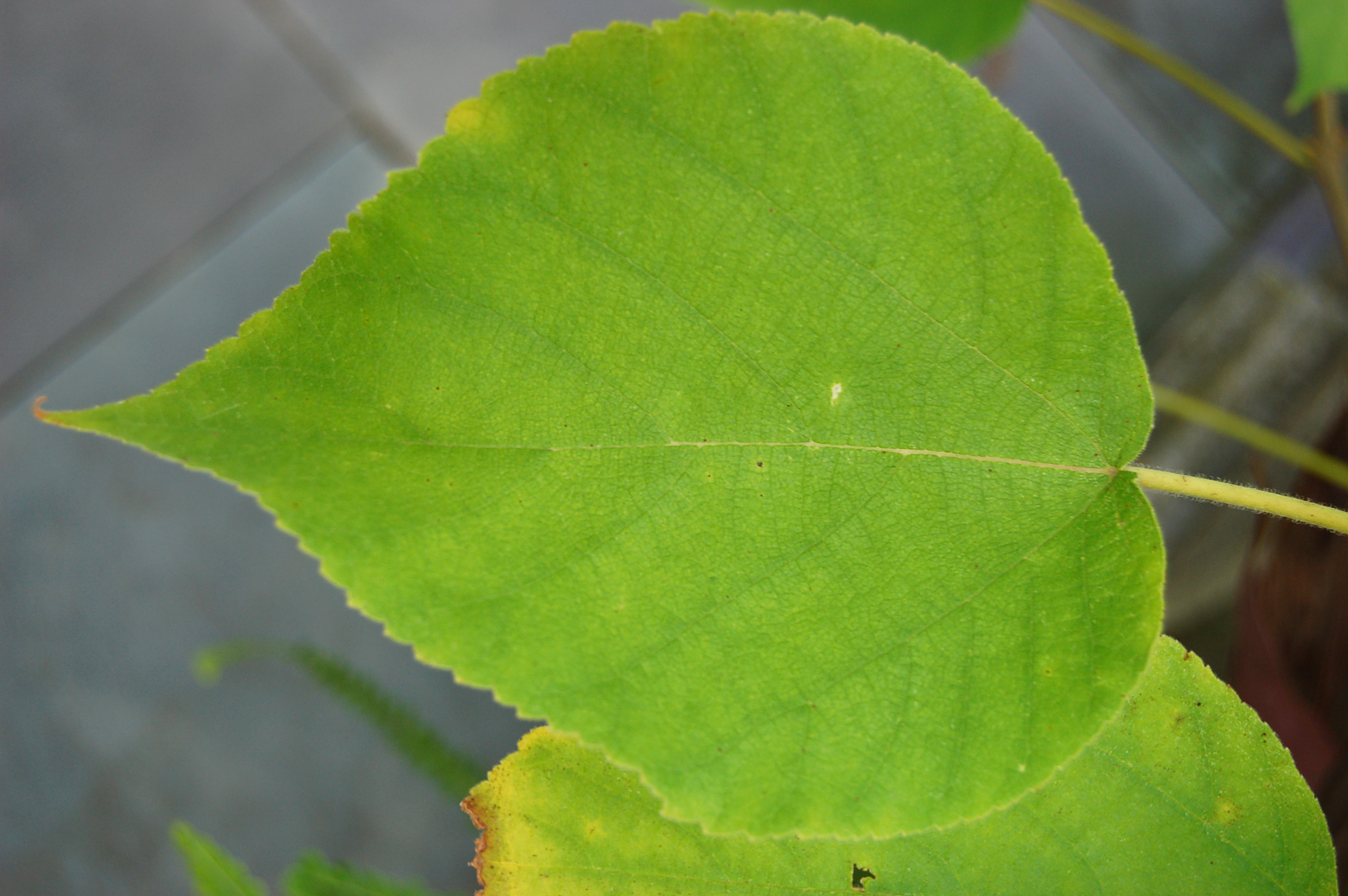
Einfaches Blatt
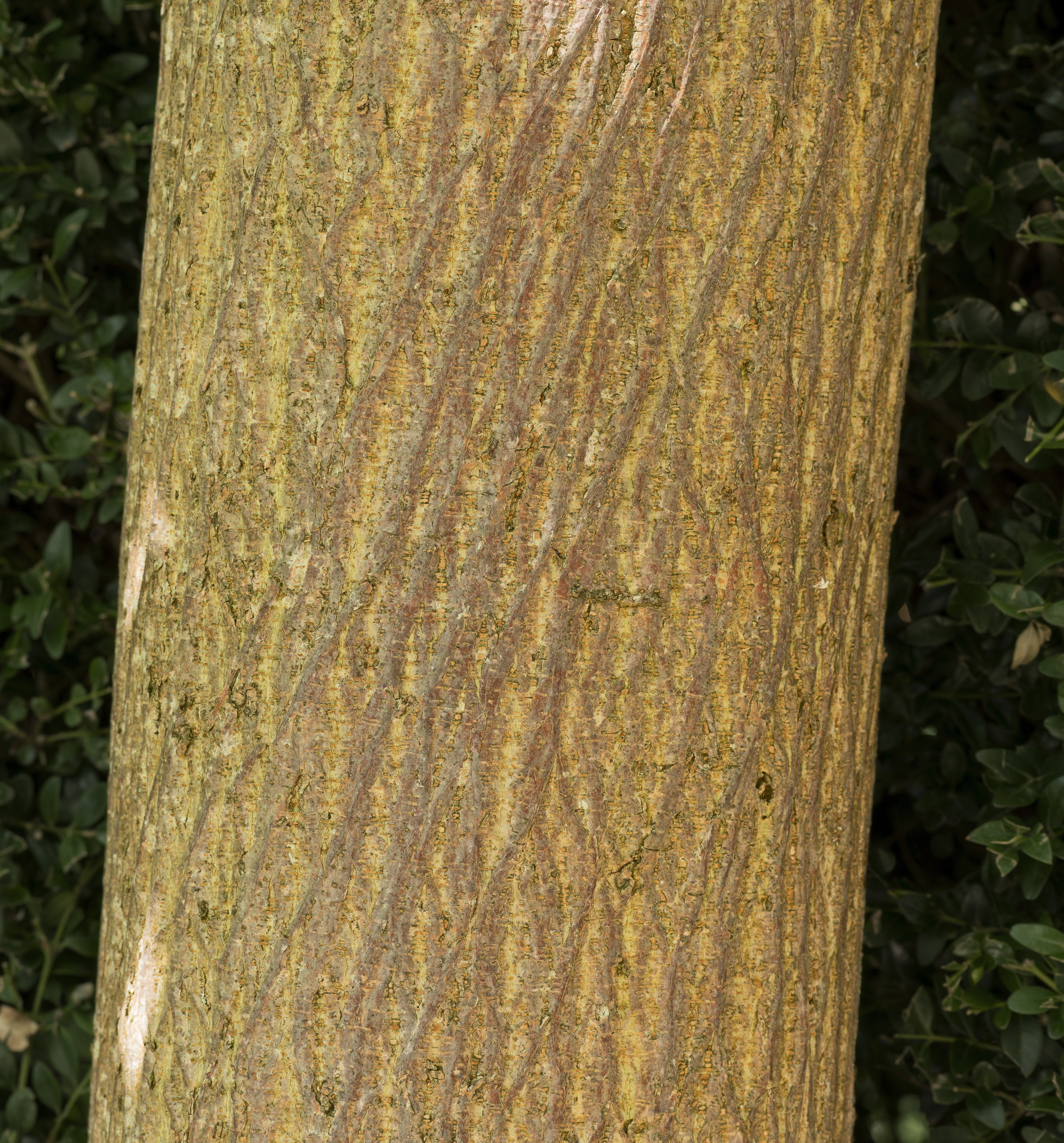
Stamm mit Borke

## Nutzung
Aus dem hellgelblichen bis -orangen, leichten und relativ weichen Holz werden Möbel hergestellt. Die Blätter, Früchte und die Borke werden in der chinesischen Medizin verwendet.
Die Rinde dieser Art und einiger anderer Baumarten wird zur Herstellung von Rindenbaststoff verwendet. (Siehe auch: Tapa-Rindenbaststoff)
Fasern aus der Bastschicht des Papiermaulbeerbaums wurden früher in China, Korea und dann später in Japan für die Papierherstellung genutzt. Bereits im 1. Jahrhundert n. Chr. stellte man in China daraus einen Faserbrei her, der mit Kleister vermengt, getrocknet und geglättet Papier ergab, das zum Beschreiben sowie für Laternen verwendet wurde. Man geht davon aus, dass die Technik der Papierherstellung aus dem Papiermaulbeerbaum ab dem 2. Jahrhundert auch in Korea bekannt war und im 6. Jahrhundert von einem koreanischen Mönch nach Japan gebracht wurde. In Thailand (Siam) wurde später diese Art der Papierherstellung ebenfalls bekannt und das Papier Saa genannt.
In Südkorea wird heute noch in einem aufwändigen Verfahren das traditionelle koreanische Papier Hanji daraus hergestellt und vielfältig verwendet.
Die Früchte und jungen Blätter sind essbar.

## Systematik
Das Basionym dieser Art wurde als Morus papyrifera 1753 von Carl von Linné in Species Plantarum 986, erstbeschrieben. Weitere Synonyme sind z. B. Papyrius japonica Lam., Papyrius papyriferus (L.) Kuntze, Papyrius polymorphus Cav. u. a. Der gültige Name Broussonetia papyrifera (L.) Vent. wurde 1799 von Étienne Pierre Ventenat in Tableau du règne végétal selon la méthode de Jussieu, Band 3, S. 547 veröffentlicht.